# Faristodiplosis aliformis
Faristodiplosis aliformis är en tvåvingeart som beskrevs av Fedotova 2006. Faristodiplosis aliformis ingår i släktet Faristodiplosis och familjen gallmyggor. Inga underarter finns listade i Catalogue of Life.